# Michel Thiria
Michel Thiria (1867-1938) est un maître-verrier français. Il a travaillé en Lorraine de 1887 à 1938.

## Biographie
Fils du peintre verrier Jean Pierre Thiria (1834-1897), fondateur d'un atelier d'art industriel à Metz Michel Frédéric Thiria naît le 12 mars 1867 à Metz. Après l'annexion allemande de 1871, son père décide de rester à Metz, désertée par ses concurrents. Après ses études secondaires à la Maîtrise de Metz, il apprend le dessin avec Auguste Dujardin à l'École municipale de Metz. Il poursuit ses études à l'École nationale supérieure des arts décoratifs en 1888. 
En 1890, il s'inscrit à la Société d'histoire et d'archéologie de la Lorraine, ce qui lui permettra d'étoffer son carnet de commandes. En 1892, il expose des œuvres à la première Exposition des arts et métiers de Metz. Il s'inspire des réalisations de Laurent-Charles Maréchal, se faisant une spécialité des vitraux peints. À partir de 1895, il collabore à des revues francophiles, comme la revue "La Lorraine artiste" de Nancy ou "La Croix de Lorraine "de Metz. En 1899, il épouse Louise Sogniès et ouvre une succursale à Nancy en rachetant l'ancienne maison de peinture sur verre située 2, rue de la Hache, à la veuve de Ferdinand Gounon. Ses enfants naîtront à Nancy. Se faisant le chantre de l'Art nouveau à Nancy, il travaille autant en Lorraine annexée, qu'en France. À Nancy, il travaille notamment avec Eugène Vallin. Répondant à la demande croissante de vitraux en Moselle, il travaille de plus en plus avec des commanditaires allemands. Parallèlement, il continue à entretenir de bonnes relations avec des activistes francophiles et soutient la revue régionaliste "L'Austrasie". Ses écrits et son action lui valurent d'être interné à la forteresse d'Ehrenbreitstein en Allemagne pendant la première guerre mondiale. 

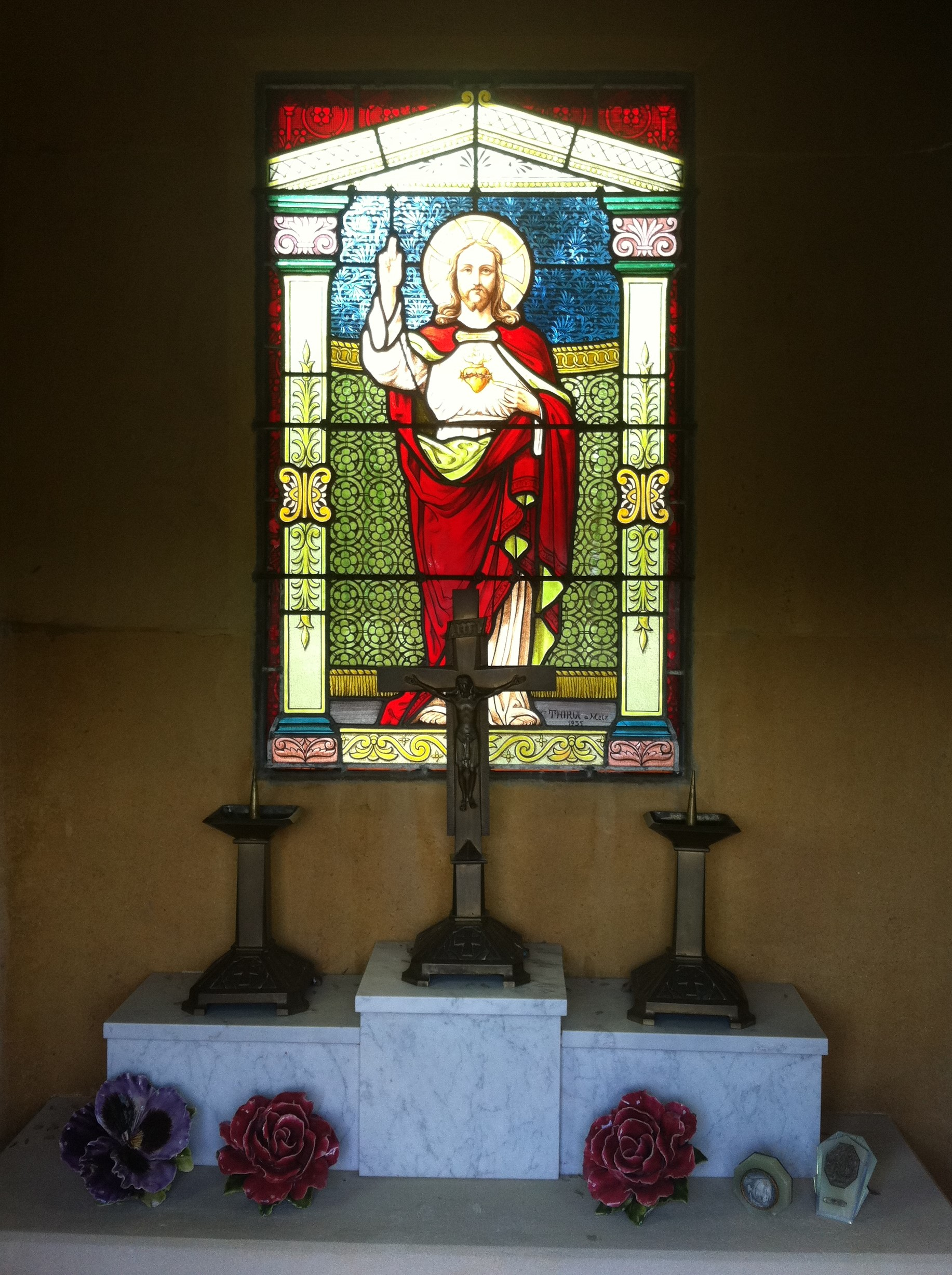
Cimetière de l'Est de Metz - Intérieur d'une chapelle - Vitrail signé Thiria Metz - 1935.

Nommé administrateur des musées de Metz après l'armistice de 1918, Thiria évince le conservateur Johann Baptist Keune et devient membre de l'Académie de Stanislas, et en 1921, de l'Académie nationale de Metz. Ses relations lui valent ensuite la Légion d'honneur et de nombreux contrats dans une Moselle redevenue française. Il continuera à travailler jusqu'à sa mort en 1938. 
Michel Thiria est le frère de Frédéric Thiria (1846-1903).

## Réalisations
Michel Thiria a participé aux réalisations des vitraux des monuments suivants :
- église de La Maxe
- Temple Neuf
- Palais du gouverneur
- église de Sainte-Ségolène
- chapelle Notre Dame-de-L'hor à Métairies-Saint-Quirin (1901)

### Sources
- Christiane Pignon-feller : Michel Thiria ou une histoire de Metz dans la fulgurance du vitrail, Mémoire de l'académie de Metz, no 133, Académie nationale de Metz, 2005.
- Francis Roussel (dir.) : Le vitrail en Lorraine du XIIe au XXe siècle, Serpenoise-Centre culturel des Prémontrés, 1983.
- Famille Thiria